# 유디슈티라

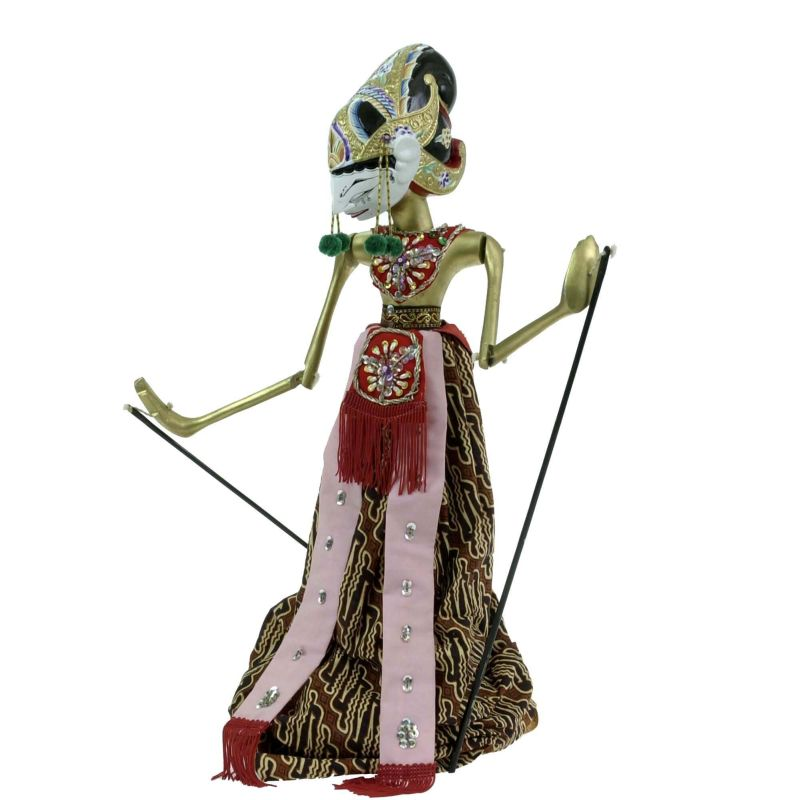
인도네시아 그림자극의 유디슈티라

유디슈티라(산스크리트어: युधिष्ठिर)는 힌두 서사시 마하바라타의 등장인물로, 쿠루 왕국의 판두 왕과 쿤티 왕비 사이에 태어난 5형제(판다바) 중 맏이이다. 쿠루크셰트라 전쟁 때 판다바측의 총사령을 맡았으며, 서사시 최후에 하늘로 승천한다.
브야사와 크리슈나는 유디슈티라의 용모가 아름답고 그 눈이 연꽃과 같으며, 높고 오똑한 코를 가졌으며, 건장하고 강건하나 백성처럼 겸허하다고 묘사한다.